# Evoken/Beneath the Frozen Soil
Evoken/Beneath the Frozen Soil ist ein Split-Album der amerikanischen Funeral-Doom-Band Evoken und der schwedischen Death-Doom-Band Beneath the Frozen Soil.

## Geschichte
Beide beteiligten Bands durchliefen in der Phase der Aufnahmen und Vorbereitungen zur Split-Veröffentlichung einige personelle Veränderungen.
Der Bassist Craig Pillard verließ Evoken, dafür kam neben David Wagner als neuer Bassist, der Keyboarder Don Zaros hinzu. Schlagzeuger Vince Verkay, Sänger John Paradiso und Gitarrist Nick Orlando blieben indes Teil der Band. Allerdings verließ Orlando die Gruppe nach der Veröffentlichung. Die um den Gitarristen, Sänger und Keyboarder Linus Pilebrand konstituierte Band Beneath the Frozen Soil verlor den Sänger Buster Sporrong nach der ersten Aufnahme im Jahr 2007, der durch Göran Nilsson ersetzt wurde. Ebenfalls neu hinzu stieß der Bassist Svante Enefalk. Der Schlagzeuger Olof Holgersson blieb der Band indes erhalten. Die Gruppen spielten ihre Teile getrennt voneinander in ihrer jeweiligen Heimat ein. Evoken kooperierten wie zu mehreren Produktionen mit Steve DeAcutis in den Soundspace Studios in Edison, New Jersey. Beneath the Frozen Soil arbeiteten mit Jonas Tallhage, Mattias Thunell und Olle Forsberg in den Dreamix Studios 2007 und in den Spik Studios 2008.

## Albuminformationen
Evoken/Beneath the Frozen Soil ist das erste Split-Album der Band Evoken und das zweite der Band Beneath the Frozen Soil. Das am 1. November 2010 erstmals veröffentlichte Album enthält sieben separate Stücke, die eine Gesamtspielzeit von 1:04:06 Stunden haben. Vier Stücke mit einer Spielzeit von 42:21 Minuten wurden von Evoken beigesteuert die verbleibenden drei Stücke mit einer Spieldauer von insgesamt 21:45 Minuten von Beneath the Frozen Soil.

### Titelliste
1. Evoken: Omniscient: 10:14
(Musik und Text: Dario Derna)
2. Evoken: The Pleistocene Epoch 13:24
(Musik und Text: Evoken)
3. Evoken: Vestigial Fears 11:22
(Musik und Text: Evoken)
4. Evoken: Into The Primal Shrine 7:21
(Musik: Evoken)
5. Beneath the Frozen Soil: Ironlung 9:09
(Musik: Linus Pilebrand, Text: Göran Nilsson)
6. Beneath the Frozen Soil: Monotone Black I 7:36
(Text: Buster Sporrong, Musik: Linus Pilebrand)
7. Beneath the Frozen Soil: Monotone Black II 5:00
(Text: Buster Sporrong, Musik: Linus Pilebrand)

### Stil
Beide Gruppen spielen Musik in den musikalischen Spielweisen, für die sie bekannt wurden. Beide Bands spielen in ähnliche Genren, doch wo „EVOKEN brachial zu Werke gehen, wird es bei BENEATH THE FROZEN SOIL ein wenig schlichter und minimalistischer.“
Die Funeral-Doom-Musiker von Evoken blieben „ihrem Stil treu und zelebrieren […] tonnenschweren, episch-massiven Doom Walzen“ die „enorm schleppend, melancholisch und absolut finster“ wirken. Die Musik ergehe sich in zähes Riffing, tiefes Growling mit „dezent akzentuierten Keyboards.“ Die Musik sei mit jener von Disembowelment, Thergothon und Ahab vergleichbar.

„Trotz genretypischer Neigung zu Riff-Wiederholungen verbleibt in dieser Funeral Doom-Zeremonie ein ausreichendes Maß an Abwechslung durch geschickte Gitarrenvariationen und Tasteninstrument-generierte Klangteppiche, die den Gesanglinien in die tiefste Gruft folgen und EVOKEN in einigen Passagen nahezu episch wirken lassen.“

Die von Beneath the Frozen Soil gespielte Musik wird hingegen dem Death Doom zugerechnet. Dabei erscheine die Musik weniger majestätisch als jene von Evoken. Als Vergleichsgröße wird auf My Shameful, die frühen Cathedral und Winter verwiesen. Gegenüber Evoken agiere Beneath the Frozen Soil agiere „rauer, roher und asketischer“, mit diversen Variationen der Stimmen aus Growls, Grunts und Schreien. Beneath The Frozen Soil erscheine damit streng, abweisend und trocken. Andererseits ist der von Beneath the Frozen Soil gespielte Stil „traditioneller […] im klassischen Stil der Neunziger.“ Ihr Death Doom erscheine „teilweise richtig flott“ sowie „eingängiger, melodischer und abwechslungsreicher“ als der von Evoken gespielte Funeral Doom.

## Wahrnehmung
Das Album erfuhr international breite Resonanz und wurde als „ausgezeichnete Split-Veröffentlichung“ und ein „passender, düsterer Soundtrack für die kalten Wintermonate“ gelobt. Die beiden Bands befänden sich derweil „nahezu auf Augenhöhe“ und würden trotz deutlicher stilistischer Unterschiede „harmonieren“. Doch trotz hoher Qualität brächte die Split „nichts Neues“. Die Band Evoken „ruhe sich auf ihren Lorbeeren aus und experimentieren nur wenig“, während Beneath The Frozen Soil, dem Death Doom zwar eine eigene „todtraurige“ Note zufüge, „aber immer noch ein bisschen zu unpersönlich“ sei. Trotz solcher Einschränkungen erweise sich das Album als „eine wirklich schöne Veröffentlichung für Anhänger des Genres“. Insbesondere Beneath the Frozen Soil erweise sich als eine der „Doom-Entdeckungen des Jahres“.

„Freunde und Szeneintimuse des Doom Genres werden hier sowieso ihr sauer verdientes investieren, aber auch jene Zeitgeister, die in kalten Winterabenden gerne mal die Depriphase hochkommen lassen wollen, finden in dieser Split CD den idealen Soundtrack zur kollektiven Niedergeschlagenheit.“